# Conioscinella nuda
Conioscinella nuda är en tvåvingeart som först beskrevs av Adams 1905.  Conioscinella nuda ingår i släktet Conioscinella och familjen fritflugor. Inga underarter finns listade i Catalogue of Life.